# جنگل‌های همیشه‌سبز جنب‌حاره‌ای فلات یون‌نان
جنگل‌های همیشه‌سبز جنب‌حاره‌ای فلات یون‌نان (انگلیسی: Yunnan Plateau subtropical evergreen forests) یک بوم‌ناحیه در معرض خطر در جنوب‌غربی چین است. این بوم‌ناحیه در گذشته بخش‌های غربی فلات یون‌نان–گوئیژو را می‌پوشاند اما مساحت آن به‌طور قابل توجهی کاهش یافته و با کاربری‌های کشاورزی جایگزین شده است. جنگل‌های همیشه‌سبز جنب‌حاره‌ای فلات یون‌نان و جنگل‌های مختلط و پهن‌برگ فلات گوئیژو تنها بوم‌ناحیه‌های قلمرو دیرین‌شمالگان که بخشی از زیست‌بوم جنگل‌های پهن‌برگ مرطوب حاره‌ای و جنب‌حاره‌ای به‌شمار می‌روند.